# (858) El Djezaïr
(858) El Djezaïr – planetoida z grupy pasa głównego asteroid okrążająca Słońce w ciągu 4 lat i 260 dni w średniej odległości 2,81 au. Została odkryta 26 maja 1916 roku w Algiers Observatory w Algierze przez Frédérica Sy. Nazwa planetoidy pochodzi od arabskiej nazwy miasta Algier, oznaczającej „wyspy”.